# سولفاتیواوره
سولفاتیواوره (به انگلیسی: Sulfathiourea) یک ضد باکتری سولفونامیدی است.